# Каменка (Кокпектинский район)
Каменка (каз. Каменка) — упразднённое село в Кокпектинском районе Восточно-Казахстанской области Казахстана. Упразднено в 2017 г. Входило в состав Теректинского сельского округа. Код КАТО — 635067200.

## Население
В 1999 году население села составляло 119 человек (64 мужчины и 55 женщин). По данным переписи 2009 года, в селе проживали 72 человека (40 мужчин и 32 женщины).